# Oviraptoroidea
De Oviraptoroidea zijn een groep van dinosauriërs behorend tot de Maniraptora en meer in het bijzonder tot de groep van de Oviraptorosauria.
De naam, met een uitgang als van de taxonrang superfamilie werd voor het eerst gebruikt door Barsbold in 1976, met als naamgever Oviraptor. In 1998 gaf Paul Sereno voor het eerst een exacte definitie als klade: de groep bestaande uit de laatste gemeenschappelijke voorouder van 
Oviraptor philoceratops en Caenagnathus collinsi en al zijn afstammelingen. 
De groep bestaat uit vrij kleine vormen (met uitzondering van Gigantoraptor) uit Azië en Noord-Amerika die tijdens het Krijt leefden; het is wellicht een zustergroep van de Chuniaoia; de precieze verwantschap met Caudipteryx (de "Caudipterygidae") en Avimimus (de "Avimimidae") is nog zeer onzeker. Ze waren vermoedelijk bevederd en alle bekende soorten hebben een sterk gespecialiseerde verkorte schedel met reductie van de tanden.
Oviraptoroidea is te verdelen in de Caenagnathidae en de Oviraptoridae. Omdat Caenagnathus de eerste beschreven soort is in de groep die toegewezen werd aan een familie, zou volgens de regels de superfamilie Caenagnathoidea moeten heten; het concept functioneert echter als een pure klade en weinig wetenschappers trekken zich daarom iets van de regel aan. Een uitzondering daarop vormt opmerkelijk genoeg Sereno zelf.